# でびでび・でびる
でびでび・でびるは、にじさんじ（運営: ANYCOLOR）所属のバーチャルライバーである。「にじさんじSEEDs」2期生出身。愛称は「でびさま」「でび」「でびちゃん」。キャラクターデザインは、巻羊が担当した。推しマークは「ドア+怒った悪魔の顔」である。視聴者のことは「契約者」と呼んでいる。

## 来歴
2018年8月31日、にじさんじSEEDs2期生の第2弾として活動開始が発表され、同日にTwitterにて「いかいのとびらが、ひらかれた」と初投稿を行い、活動を開始した。同日にチャンネル「でび縺」縺。縺ッ豁サ縺ォ縺セ縺励」にて『Vtuber・でびでび・でびるの動画』を投稿し、同年にYouTube上で初配信を行なった。現在使っているチャンネルは2019年頃に収益化された。「CAMPFIRE クラウドファンディングアワード2021」でエンタメ賞を受賞した『カタシロ舞台化プロジェクト』にも出演した。

## 人物
でびでび・でびるは、人間たちに存在を知ってもらうことで、強い力を得るために活動を始めた異世界の悪魔である。本人のインタビューによると、VTuberとして配信活動を行い、人間の崇拝を集めていること自体が一種の契約だという。また、酒好きで、酒を片手に配信することも多く、定期的な禁酒配信も実施している。また、飲酒雑談コラボなどにも参加している。灰色の小さなぬいぐるみのような見た目から「コアラ」などの愛称で呼ばれることがあり、この縁から2020年にはオーストラリアの火災で苦しむコアラを救うために募金を行っている。独特のボイスで人気を集めており、またいじられキャラとしての側面を持ち、配信では常に自身が楽しむことに努めている。目標としては、契約者を増加させ、全人間から崇拝され、またピカチュウのポジションを奪うことを挙げている。ananでのインタビューでは、初めてやったゲームとして『スーパーマリオブラザーズ3』、一番熱中したゲームとして『SEKIRO: SHADOWS DIE TWICE』、大切なゲームとして「零」シリーズを挙げている。動画としては、主にゲーム配信や「歌ってみた」動画などを投稿している。

### 他ライバーとの関係
他のVTuberとのコラボも積極的に行っている。例えば、周防パトラはよくコラボする相手として、でびでび・でびるの名前を挙げている。竜胆尊と仲の良いVTuberとして、Real Soundの記事では鷹宮リオンとジョー・力一と共にでびでび・でびるの名前が挙げられている。ヤマトイオリとは、2021年12月25日に結婚報告と、当時の視聴者が本当の結婚式を挙げているのかと困惑するほど手の込んだ結婚式配信も行ったほど仲が良い。同じ悪魔同士であることから夢月ロアとのコラボを多く行うことも多かった。鷹宮リオンとユニット「でびリオン」を、鈴原るるとユニット「でびるる」を組んでいる。

## 出演

### 書籍
- 「人気実況者のゲーム遍歴」（『anan』2285号、2022年2月2日）[23]

### 漫画
- 『にじさんじ でびでび・でびるの侵略！』（著ベラボウ 月刊コロコロコミック 2023年10月号より連載）

### イベント
- 「土曜夜の緊急”MTG”！ 議題『にじさんじ／プロゲーマーがハマる元祖トレーディングカードゲームについて』」（2020年9月26日、『東京ゲームショウ2020オンライン』内で放送）[24]
- 「BILIBILI WORLD 2020 広州」（2020年12月26日 - 2020年12月27日）[25]
- 「にじさんじ Anniversary Festival 2021」（2021年2月27日）[26]
- 「名探偵シェリン&三枝 最初の事件〜いなくなった文野環をさがせ！〜」（2021年9月18日）[27]
- 「にじさんじユニット歌謡祭」（2021年12月31日）[28]
- 「にじさんじフェス2022」（2022年10月1日 - 2022年10月2日）[29][30]
- 「スイーツパラダイス にじさんじコラボカフェ第9弾」※店舗と海の家で開催（2024年7月1日-8月11日）[31]

### 舞台
- 『カタシロ Rebuild』[11][32]

### ゲーム
- マーダーミステリー『消えた緑仙の謎』（2021年1月18日）[33]
- 「ラストピリオド‐終わりなき螺旋の物語‐」コラボイベント『異界の扉が開かれた！にじ×ピリ配信開始！』（2021年7月1日-7月21日）[34][35]
- 「三國志14 with パワーアップキット」※DLC無料配布（2021年7月29日-）[36]
- 「けものフレンズ3」コラボイベント「いかいのとびらがひらかれた！」（2022年2月18日-3月4日）[37]
- 「ポーカーチェイス」にじさんじ第3弾コラボ（2023年1月12日-2月9日）[38][39]
- リアル脱出ゲーム（SCRAP）×にじさんじ 「次元交わる学級会からの脱出」（2023年7月27日-2024年3月3日）[40][41][42]

### ラジオ
- 文化放送 超!A&G+『だいたいにじさんじのらじお』#22〜#26パーソナリティ（2020年3月） [43]
- 文化放送 超!A&G+『三澤紗千香のラジオを聴くじゃんね！』（2021年8月23日）[44]

### ナレーション
- MF文庫J「ノーゲーム・ノーライフ12」 告知PV[45]

### その他
- 「【出演：シスター・クレア/でびでび・でびる】にじさんじのハッピーアワー!!」（2020年1月7日）[46]
- 「にじさんじチップス うすしお味」（2021年3月）[22]
- ソニック・ザ・ヘッジホッグ30周年を記念したゲーム「SEGA STREAMING THEATER SONIC EDITION」実況生配信メンバー（2021年6月25日）[47]
- 「新クトゥルフ神話TRPG『カタシロ』PL：ひろゆき」（2022年1月18日、サブキーパー役）[48]

## ディスコグラフィ

### 参加作品
| 発売日        | 商品名            | 歌                         | 楽曲                  | 備考 |
| ------------- | ----------------- | -------------------------- | --------------------- | ---- |
| 2020年3月18日 | SMASH The PAINT!! | 鈴原るる、でびでび・でびる | 「圧 倒 的 存 在 感」 |      |